# Platydoryctes rafaeli
Platydoryctes rafaeli är en stekelart som beskrevs av Barbalho och Penteado-dias 2000. Platydoryctes rafaeli ingår i släktet Platydoryctes och familjen bracksteklar. Inga underarter finns listade i Catalogue of Life.